# Phạm Phước Hưng
Phạm Phước Hưng (16 tháng 6 năm 1988) là một vận động viên thể dụng dụng cụ hàng đầu Việt Nam. Tính đến thời điểm năm 2018, anh đã có hơn 60 huy chương vàng môn thể dục dụng cụ trong và ngoài nước, trong đó có huy chương vàng thế giới, huy chương vàng SEA Games 23 và SEA Games 24.
Trong 21 năm theo đuổi thể dục dụng cụ, Phước Hưng đã đoạt 2 huy chương vàng cúp thể dục thế giới vào năm 2012, 2013 và đoạt 6 huy chương vàng ở đấu trường SEA Games.

## Sự nghiệp thể thao
Lúc Phạm Phước Hưng đang học lớp 1 của Trường Tiểu học Ba Đình, Hưng đã được chuyên gia thể dục dụng cụ Trung Quốc chọn lúc họ đến tìm kiếm tài năng trẻ. Hưng đã sang Nam Ninh luyện tập từ năm lên 7 tuổi.
Trải qua gần 10 năm tập luyện ở Trung Quốc, năm 2002, Phạm Phước Hưng đã thi đấu lần đầu tiên tại Đại hội thể dục thể thao toàn quốc và được trao huy chương vàng nội dung xà đơn, xà kép
Tại SEA Games 22, Hưng cũng có huy chương vàng. Đến SEA Games 23, Phước Hưng xuất sắc lên ngôi ở đơn môn xà kép với chiếc huy chương vàng đầu tiên trong sự nghiệp.
Mọi chuyện đang tiến triển tốt đẹp thì sau SEA Games 23 thì lúc 18 tuổi (năm 2006), Hưng bị phát hiện lao xương phải ở nhà chữa bệnh và có nguy cơ phải giã từ thể thao. Cột sống của Hưng đã bị ăn mòn hết gần hai đốt, đi bị gù lưng, ngủ phải nằm co tròn người lại cho đỡ đau. Suốt một năm trời Hưng điều trị bệnh lao xương cột sống ở Bệnh viện Lao và bệnh phổi trung ương. Gia đình khuyên Hưng nên theo đuổi học văn hóa để tìm một nghề phù hợp nhưng anh không đồng ý. Sau khoảng một năm điều trị, thấy mình khỏe hơn, Hưng xin đi tập trở lại cùng đội ở Quần Ngựa. Tuy nhiên, huấn luyện viên không dám nhận, còn chuyên gia Lý Triều Dương của đội thể dục dụng cụ Hà Nội cũng khuyên Hưng nên tìm con đường khác. Dù vậy, Hưng quyết không đầu hàng.
Vượt qua bệnh tật, năm 2007, Hưng lần đầu dự SEA Games 24 ở Thái Lan và đoạt 1 huy chương vàng xà đơn, 2 huy chương bạc. Lúc này, xương cột sống bị ăn mòn đã mọc dài ra và Hưng gần như đã vượt qua được căn bệnh này.
Tại giải thể dục dụng cụ FIG World Challenge Cup 2013 (giải đấu thuộc hệ thống thi đấu của Liên đoàn thể dục thế giới) diễn ra ở Slovenia, Phạm Phước Hưng đã xuất sắc giành huy chương vàng nội dung xà kép. Kết thúc bài thi chung kết, Phạm Phước Hưng đạt 15,700 điểm, đoạt chức vô địch. Xếp thứ nhì là vận động viên người Slovakia Piasecky Samuel (15,125 điểm), thứ ba là Dimic Alen (Slovenia, 14,800 điểm).
Năm 2013 sau khi dự Đại hội thể thao sinh viên thế giới tại Nga, Phước Hưng lại đối mặt với bệnh tật khi anh được chẩn đoán mắc bệnh lao phổi nặng. Lý do khiến bệnh lao có cơ hội tái phát bởi thời gian này Hưng vất vả với việc tập luyện, thi đấu và học tại Trường đại học TDTT Từ Sơn. Lần này Hưng lại được khuyên cần chấm dứt tập luyện môn thể thao nặng nhọc này. Nhưng bất chấp tất cả, sau hơn nửa năm điều trị, anh trở lại sàn đấu với mục tiêu lần thứ hai có mặt ở Olympic.
Ngày 17 tháng 4 năm 2016, với số điểm 84,032 nội dung toàn năng tại vòng loại Olympic ở Brazil, Phước Hưng đã giành vé đến Olympic 2016.

## Vinh danh
Phạm Phước Hưng là nam Vận động viên thể dục dụng cụ đầu tiên của Việt Nam hai lần giành vé đến Olympic vào năm 2012 (London) và 2016 (Brazil) ở nội dung toàn năng.
Năm 2016, Hưng ghi dấu khi được Liên đoàn Thể dục thế giới (FIG) đặt tên cho một động tác mà anh sáng tạo ở nội dung vòng treo. Động tác này được Hưng đăng ký thực hiện sau khi đã gửi clip và mô tả cho BTC Giải thể dục dụng cụ vô địch thế giới 2015 tại Anh. Sau giải đấu, FIG công bố 8 động tác mới được thông qua và đưa vào hệ thống kỹ thuật thi đấu, trong đó có động tác của Hưng và được FIG đặt tên là Pham.